# Truck Jam
Truck Jam es un videojuego de carreras todoterreno desarrollado y publicado por Invictus Games para iOS. Fue lanzado el 30 de diciembre de 2010.

## Jugabilidad
Truck Jam es un juego de carreras todoterreno en tercera persona donde se conducen camiones todoterreno y se puede jugar ya sea con un control de inclinado o tocado. El juego ofrece libertad total para correr en los variados terrenos sin ninguna limitación. También se pueden escuchar pistas de rock con licencia durante las carreras. Se pueden desafíar a los oponentes en montañas heladas o dunas de arena caliente y escalar colinas con vehículos todoterreno personalizados.
Cuenta con cuatro modos de juego diferentes: Jam, Off-road, Road-racing y Free-ride. Se pueden conducir nueve camiones todoterreno, cada uno con un rendimiento y características de conducción diferentes. Hay ocho pistas únicas, que incluyen Fields of Europe, Sand-dunes of Africa y American Rock-deserts. Se puede emplear varios modos de cámara y control. La compatibilidad con OpenFeint cae en todos los modos de juego. Cuenta con un modo de carrera no lineal con diferentes eventos y desafíos únicos. Hay diferentes componentes de camiones coleccionables. Se puede guardar la puntuación alta y los mejores registros de tiempo de vuelta.